# Карп (герб)
Карп (Короп, пол. Karp) – шляхетський герб італійського походження.

## Історія
Родоначальник Карп Йосипович, був війтом забільським на початку XVI ст. Рід Карп занесено в VI частину родословної книги Віленської губернії.

## Опис
У синьому полі три шестикутні зірки: дві поряд, а третя внизу. На шоломі чотири страусині пера.